# Aracaju
Aracaju es un municipio brasileño capital del estado de Sergipe. Se localiza en las márgenes del océano Atlántico, delimitada por los ríos Sergipe y Poxim. De acuerdo con el IBGE, la ciudad tenía una población estimada de 641.523 habitantes en el año 2016. Sumando las poblaciones de los municipios que forman el Grande Aracaju (São Cristóvão, Nossa Senhora do Socorro y Barra dos Coqueiros), el número pasa a 912.647 habitantes.